# Димитър Карабашев
Димитър Карабашев е български просветен деец и революционер, деец на Вътрешната македоно-одринска революционна организация.

## Биография
Димитър Карабашев е роден във воденското село Владово, тогава в Османската империя. В 1902 година завършва със седемнадесетия випуск Солунската българска мъжка гимназия. Влиза във ВМОРО. Работи като български учител в Енидже Вардар. Член е на Ениджевардарския революционен комитет заедно с Хариш Божков, Томо Тушиянов, Миле Попхристов, Георги Харизанов, Георги Попхристов и Петър Хаджириндов (заместен след разкритието му от Михаил Каяфов).
В учебната 1910/1911 година е български учител във воденското село Месимер.